# تسجيل الشاشة
تسجيل الشاشة (بالإنجليزية: Screencast)‏ هو تسجيل رقمي لخرج شاشة الحاسوب، كما يعرف أيضا التقاط فيديو للشاشة ويحتوي في الغالب على حديث صوتي. يرجع استخدام مصطلح سكرين كاست إلى سنة 2004 ويرجع الفضل إلى منتجات مثل ScreenCam لشركة لوتس الذي استخدم قبل ذلك بقترة في عام 1994.